# علی‌آباد (درختنگان)
علی‌آباد، یک آبادی از توابع بخش مرکزی، شهرستان کرمان در استان کرمان ایران است.

## جمعیت
این آبادی در دهستان درختنگان قرار دارد و براساس سرشماری مرکز آمار ایران در سال ۱۳۹۵، جمعیت آن ۷۷ نفر (۳۵ خانوار) بوده‌است.